# Hastings-on-Hudson
Hastings-on-Hudson és una població dels Estats Units a l'estat de Nova York. Segons el cens del 2000 tenia 7.648 habitants.

## Demografia
Segons el cens del 2000, Hastings-on-Hudson tenia 7.648 habitants, 3.093 habitatges, i 2.090 famílies. La densitat de població era de 1.506,6 habitants/km².
Dels 3.093 habitatges en un 33,8% hi vivien nens de menys de 18 anys, en un 57% hi vivien parelles casades, en un 8,3% dones solteres, i en un 32,4% no eren unitats familiars. En el 27,5% dels habitatges hi vivien persones soles l'11,3% de les quals corresponia a persones de 65 anys o més que vivien soles. El nombre mitjà de persones vivint en cada habitatge era de 2,47 i el nombre mitjà de persones que vivien en cada família era de 3,05.
Per edats la població es repartia de la següent manera: un 25% tenia menys de 18 anys, un 4,1% entre 18 i 24, un 26,1% entre 25 i 44, un 29,3% de 45 a 60 i un 15,5% 65 anys o més.
L'edat mediana era de 42 anys. Per cada 100 dones de 18 o més anys hi havia 85,9 homes.
La renda mediana per habitatge era de 83.188 $ i la renda mediana per família de 111.227 $. Els homes tenien una renda mediana de 76.789 $ mentre que les dones 50.702 $. La renda per capita de la població era de 48.914 $. Entorn de l'1,5% de les famílies i el 3,5% de la població estaven per davall del llindar de pobresa.